# Самбелья (район)
Самбе́лья (індонез. Sambelia) — один з 20 районів округу Східний Ломбок провінції Західна Південно-Східна Нуса у складі Індонезії. Розташований у північно-східній частині. Адміністративний центр — село Самбелья.
Населення — 30175 осіб (2012; 29846 в 2011, 29422 в 2010, 31669 в 2009, 31249 в 2008).

## Адміністративний поділ
До складу району входять 5 сіл:
| Населений пункт      | Населення, осіб (2010) |
| -------------------- | ---------------------- |
| Белантінг, село      | 6670                   |
| Лабухан-Пандан, село | 7689                   |
| Обел-Обел, село      | 3886                   |
| Самбелья, село       | 6074                   |
| Сугіан, село         | 5103                   |